# Katharina Staritz
Katharina Helene Charlotte Staritz (* 25. Juli 1903 in Breslau; † 3. April 1953 in Frankfurt am Main) war eine deutsche evangelische Theologin. Sie zählte zu den ersten Frauen, der die evangelische Kirche erlaubte, als Pfarrerin tätig zu sein. Sie wurde 1938 in Breslau eingesegnet und setzte sich in der Zeit des Nationalsozialismus als Breslauer Stadtvikarin dafür ein, jüdische Christen in den Gemeinden zu integrieren und nicht auszugrenzen. Sie musste deshalb von 1941 bis 1943 Schutzhaft, Arbeitslager und Inhaftierung im Frauen-KZ Ravensbrück erdulden.

## Leben
Katharina Helene Charlotte Staritz wurde als älteste Tochter des Gymnasialprofessors für Naturwissenschaften Carl Staritz und seiner Ehefrau Margarete, geborene Ismer, in Breslau am Matthiasplatz 3 geboren. Sie hatte eine um sieben Jahre jüngere Schwester, Charlotte.

### Theologiestudentin und Vikarin
1922 legte sie ihr Abitur an der Viktoriaschule in Breslau ab und studierte von 1922 an der Universität Breslau Philologie mit den Fächern Deutsch, Geschichte und Religion und ab 1926 Evangelische Theologie an der Philipps-Universität in Marburg. 1928 bestand sie das Fakultätsexamen und schloss wenige Tage später ihre Promotion mit einer Arbeit über Augustins Schöpfungsglauben nach seinen Genesisauslegungen ab – als erste Frau an der Theologischen Fakultät Marburg.
Von 1930 bis 1932 absolvierte sie mehrere Lehrvikariate, arbeitete in der Krankenhausseelsorge mit Kindern und hielt Ergänzungsunterricht für Konfirmanden aus weltlichen Schulen sowie Übertrittsunterricht für Jugendliche und Frauen. Dadurch kam sie in Kontakt mit Juden, die sich evangelisch taufen lassen wollten. Aufgrund dieser Tätigkeit übernahm sie schließlich die Leitung der Kirchlichen Hilfsstelle für evangelische Nichtarier.
1932 wurde sie Stadtvikarin in Breslau, wo am 6. November 1938 ihre Einsegnung folgte.

### Widerstand
In der „Kirchlichen Hilfsstelle für evangelische Nichtarier“ war Katharina Staritz offiziell für die kirchliche Betreuung von Juden und ihren Angehörigen tätig. Sie sorgte zusammen mit Pfarrer Heinrich Grüber dafür, dass viele von ihnen auswandern konnten. 1937 wurde Pfarrer Grüber zum ersten Mal verhaftet; von 1940 bis 1943 war er Häftling in den Konzentrationslagern Sachsenhausen und Dachau. Katharina Staritz, ihre Schwester Charlotte und andere arbeiteten fortan im Untergrund und setzten weiter alles daran, jüdische Bürger zu retten. Bis 1939 war es – wenn auch unter schwierigen Umständen – grundsätzlich noch möglich, Ausreisen zu organisieren.
In ihrer Widerstandstätigkeit gegen das nationalsozialistische Regime des Deutschen Reichs wurde Katharina Staritz insbesondere durch ein denkwürdiges Rundschreiben bekannt, das sie an ihre „Breslauer Amtsbrüder“ richtete. Sie verfasste es nach Inkrafttreten der Polizeiverordnung vom 5. September 1941, die eine Verpflichtung zum Trages des Davidsterns für alle Juden in Deutschland befahl. Unter anderem schrieb sie:

„Es ist Christenpflicht der Gemeinden, sie [Anmerkung: jüdische Christen] nicht etwa wegen der Kennzeichnung vom Gottesdienst auszuschließen. Sie haben das gleiche Heimatrecht in der Kirche, wie die anderen Gemeindemitglieder und bedürfen des Trostes aus Gottes Wort besonders. Für die Gemeinden besteht die Gefahr, daß sie sich durch nicht wirklich christliche Elemente irreführen lassen, daß sie die christliche Ehre der Kirche durch unchristliches Verhalten gefährden. Es muß ihnen hier seelsorgerlich, etwa durch Hinweis auf Luk. 10, 25–37, Matth. 25, 40 und Sach. 7, 9–10 geholfen werden.“

Daraufhin entband die Breslauer Kirchenleitung sie fristlos vom Dienst und beurlaubte sie. Zwei Monate später erschien im Schwarzen Korps, einem SS-Organ, ein Artikel unter dem Titel „Frau Knöterich als Stadtvikarin“, der die Bevölkerung gegen Katharina Staritz aufhetzen sollte. Die Kirchenleitung drängte sie, Breslau zu verlassen. Sie ging nach Marburg, wo sie Anfang 1942 in „Schutzhaft“ genommen und im März 1942 in das Polizeigefängnis nach Kassel überführt wurde.
Katharina Staritz war vom 7. April 1942 bis zum 5. Juni 1942 im Arbeitserziehungslager Breitenau. Anschließend kam sie in das KZ Ravensbrück, wo sie zu den politischen Gefangenen zählte. Es folgte jedoch nie ein Prozess.
Ihre „probeweise“ Entlassung aus dem Konzentrationslager am 18. Mai 1943 verdankte sie ihrer Schwester Charlotte, die zahlreiche Eingaben bei den Kirchenbehörden und den Nationalsozialisten gemacht hatte. Ihr gelang es sogar, einen Gesprächstermin mit Eichmann zu erhalten. Für ihre Freilassung setzte sich schließlich auch Paul Graf Yorck von Wartenburg ein. Er wirkte auf Gauleiter Hanke ein, auf dessen Befehl Staritz verhaftet worden war.
Ihre während der Haft verfassten Gedichte und Briefe wurden postum unter dem Titel Des großen Lichtes Widerschein veröffentlicht.

### Nachkriegstätigkeit
Da sie nur „probeweise“ aus dem Konzentrationslager entlassen worden war, musste sie sich zweimal wöchentlich bei der Staatspolizei in Breslau melden und konnte offiziell nicht kirchlich tätig werden. Im Januar 1945 flüchtete sie allerdings nach Marburg, wo sie für die Kurhessische Kirche in Trusen im Kreis Schmalkalden, in Sebbeterode, Kreis Ziegenhain, und in Albertshausen vertretungsweise eingesetzt wurde. Die Evangelische Kirche von Kurhessen-Waldeck erkannte die Einsegnung nicht als Ordination an. Staritz blieb bis Oktober 1949 in Albertshausen.
Von Bischof Adolf Wüstemann erhielt sie den Auftrag, eine Vikarinnen-Ordnung für die evangelische Kirche in Kurhessen zu entwerfen. Zudem berief man sie als Lehrkraft für Religion und Deutsch an das Fröbelseminar in Bad Wildungen. Weiterhin war sie für die Gefangenenseelsorge in der Frauenstrafanstalt Ziegenhain tätig.
Am 10. September 1950 wurde sie in der Alten Nikolaikirche in Frankfurt am Main als Vikarin für die Frauenarbeit eingeführt. Sie erhielt in der Evangelischen Kirche in Hessen und Nassau (EKHN) einen Predigt- und Seelsorgeauftrag an der St.-Katharinen-Gemeinde. Sie war damit die erste Frau in der EKHN, die eine Pfarrstelle erhielt, obwohl sie immer noch den Titel Vikarin tragen musste. Da die Katharinenkirche zu dieser Zeit noch nicht wiederaufgebaut war, predigte sie – im Wechsel mit den beiden anderen Gemeindepfarrern – im Gemeindehaus in der Fichardstraße im Nordend. 1950 wurde sie in das Beamtenverhältnis übernommen.
Katharina Staritz starb im Alter von 49 Jahren an Krebs. Ihre letzte Ruhestätte befindet sich auf dem Friedhof Bockenheim (Gewann 11-727-729) im gleichnamigen Frankfurter Stadtteil. Ihre Tätigkeit und ihre Verdienste „wurden von der Amtskirche, den deutschen Christen, wie auch von der Bekennenden Kirche nur sehr zögerlich anerkannt“.

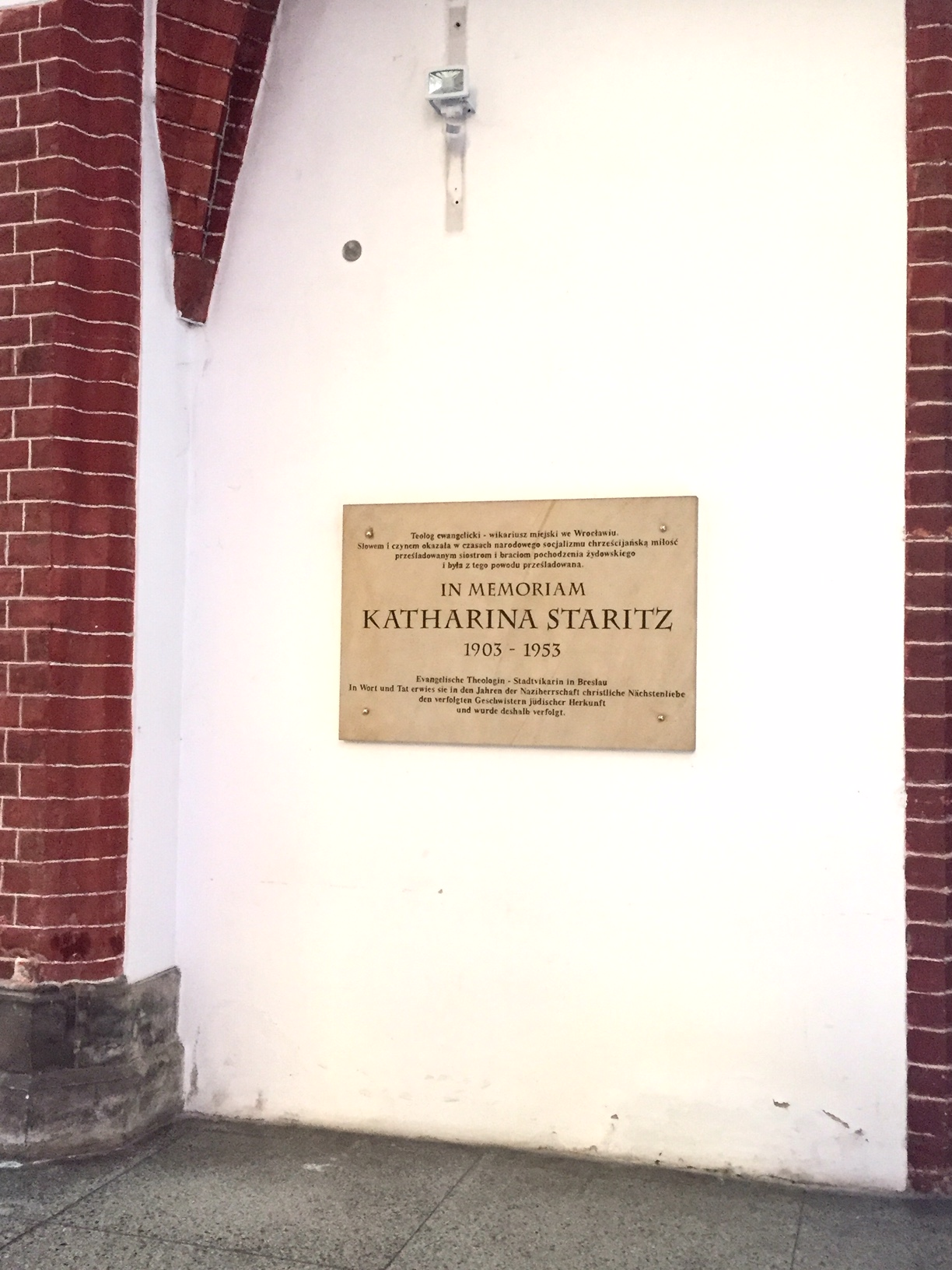
Gedenktafel für Katharina Staritz in der Magdalenenkirche in Breslau

## Gedenken, Benennungen
- In der Maria-Magdalenen-Kirche in Breslau erinnert seit 2003 eine Gedenktafel in deutscher und polnischer Sprache an ihr Wirken.
- In Frankfurt am Main, Diepholz, Bad Wildungen und Bretten sind Straßen nach ihr benannt.
- In Bad Salzhausen gab es ein Katharina-Staritz-Seminar- und Tagungshaus; der Evangelische Regionalverband Frankfurt am Main schloss es Ende 2013 nach 23 Jahren.[9]
- Ab 2023 vergibt die Stiftung Haus der action 365 eine doppelte Auszeichnung mit dem Namen Becker-Staritz-Preis der action 365.[10]
- Das Evangelische Dekanat an der Lahn hat sein Dekanatsgebäude in Limburg nach Katharina Staritz benannt.

## Werke
- Des großen Lichtes Widerschein. In memoriam Katharina Staritz. Evangelische Frauenhilfe Münster, Berlin 1952.